# Innværfjorden
El Innværfjorden es un fiordo del municipio de Bømlo en la provincia de Hordaland, Noruega. Se extiende desde la localidad de Rubbestadneset, en el lado este de la isla de Bømlo hasta el estrecho de Stokksundet en el oeste.
La parte más externa es tan larga como ancha y en el sur limita con Klenesvågen y Ekornsætre. Por el oeste llega hasta la villa de Innvær. Entre Innvær y Rubbestadneset una pequeña ramificación avanza 1,5 km en dirección norte hacia Stangarvågen. Un puente cruza la ramificación y es parte de la ruta estatal 541 que conduce hasta Rubbestadneset.